# Elena Gemo
Elena Gemo (ur. 17 marca 1987 w Padwie) – włoska pływaczka, specjalizująca się głównie w stylu grzbietowym, motylkowym i dowolnym. Wicemistrzyni Europy na krótkim basenie.
Czterokrotna medalistka mistrzostw Europy na krótkim basenie z Rijeki i Eindhoven na 50 m stylem grzbietowym i w sztafecie 4 × 50 m stylem zmiennym. Wicemistrzyni Uniwersjady z Belgradu w sztafecie 4 × 100 m stylem zmiennym.
Uczestniczka igrzysk olimpijskich w Londynie (2012) na 100 m grzbietem (27. miejsce).